# Jicarilla Apači
Jicarilla Apači ali Jicarilla (angleška izgovorjava: „Hee-ka-re-a“ ali „hick-ah-REE-uh“, špansko: „majhen koš“), uradno danes Jicarilla Apache Nation, so plemenska skupina]] Apačev na jugozahodu Združenih držav Amerike in kulturno – skupaj z Mescalero Apači, Chiricahua Apači, Lipan Apači in Kiowa Apači (Plains Apači) – spadajo med vzhodne Apače (angleško Eastern Apache).
Danes živi približno 3.403 članov plemena kot federally recognized tribe v približno 2.920 km² velikem rezervatu Jicarilla severozahodno od Santa Feja v Novi Mehiki z upravnim sedežem v Dulce (New Mexico), čeprav je njihovo tradicionalno plemensko ozemlje prvotno obsegalo približno 200.000 km² (50 milijonov akrov).

## Jezik
Njihov jezik, Jicarilla ali Abáachi, Abáachi mizaa, spada – skupaj z Lipan Apache in Plains Apache (Kiowa Apache ali Naishan) – v vzhodno vejo južnoatapaskih apaških jezikov atapaškega jezika. Po Hoijerju in Oplerju pa se Plains Apači tako močno razlikuje od vseh apaških jezikov, da slednji skupaj tvorijo jugozahodno skupino, jezik Kiowa Apači pa kot edini član tvori tako imenovano Plains skupino.
Leta 1990 je od približno 1.800 Jicarillov še 812 govorilo svoj materni jezik; po popisu iz leta 2000 je bilo še približno 300 maternih govorcev in približno enako število (ali nekaj več) tako imenovanih polgovorcev / semi-speakers, ki jezik sicer razumejo, vendar ga redko uporabljajo v vsakdanjem življenju, če pa ga uporabljajo, potem z „napakami“, ki jih materni govorec takoj opazi (Victor Golla, Atlas of the World’s Languages 2007).
Tudi leta 2010 je jezik z le še približno 300 maternih govorcev in približno 300 polgovorcev veljal za „varno ogroženega“ oziroma „resno ogroženega“ med ogroženimi jeziki, saj zaradi pretekle jezikovne politike Združenih držav Amerike večina Jicarillov po jezikovni spremembi na prevladujoči večinski jezik danes v vsakdanjem življenju večinoma uporablja ameriško angleščino. S tem je, kot mnogi drugi manjšinski jeziki, ogrožen z izumrtjem.

## Imena
Jicarilla so se sami imenovali T'Inde, Dinde ali Didé, kar dobesedno pomeni preprosto „oseba“ ali „ljudstvo“; poleg tega so se imenovali tudi Haisndayin („ljudstvo, ki je prišlo iz podzemlja“) ali Ha'Nas Zani („tisti, ki so se pojavili“), saj so verjeli, da so edini potomci prvih ljudi, ki so prišli iz podzemlja na Zemljo. Danes pa se večinoma imenujejo v angleščini Apache (Apači) ali kot Abáachi, prilagoditev angleškega/španskega izraza.
Sorodni – vendar večinoma sovražni – Diné (Navajo) na zahodu ter prav tako sovražni Mescalero Apači na jugu in Lipan Apači na vzhodu so Jicarille imenovali Kinya-Inde („ljudstvo, ki živi v stalnih hišah“); večinoma pa so jih Diné (Navajo) imenovali Beehai („Vedno zimski ljudje“).
Druga imena za Jicarilla Apache: Vaquero Apache ali Vaqueros, Querechos, Carlanes, Calchufines, Apaches de Cuartelejo, Quinia Apache (španska prilagoditev Kinya-Inde), Llañeros.

## Življenjski prostor
Jicarille so živeli kot polnomadi od poljedelstva, nabiranja divjih rastlin in lova na severovzhodu Nove Mehike, na jugu Kolorada, na severozahodu Teksasa ter v Nebraski in Kansasu. V 18. stoletju pa so Jicarille Komanči in Ute izrinili iz planjav, prečkali Rio Grande in poiskali zatočišče v gorah Nove Mehike in Kolorada ter pri Pueblih. Nekatere skupine na vzhodu Kolorada, Nove Mehike, na severozahodu Teksasa ter na zahodu Oklahome so še naprej lovile in hodile na planjave na lov na bizone. Po izročilu Jicarill je njihovo deželo omejevalo štiri svete reke: Arkansas, Canadian, Rio Grande ter Rio Pecos. Danes živijo v rezervatu Jicarilla, ki meri približno 2.920 km² in leži severozahodno od Santa Feja v Novi Mehiki.

## Skupine Jicarill
Jicarille so se po letu 1750, po skoraj popolni izgubi svojih planinskih območij Komančem, kulturno in geografsko razdelili v dve skupini (angleško „plemenski skupini“) in postali zavezniki severnih ljudstev Pueblo ter dveh skupin južnih Utejev, svojih nekdanjih sovražnikov:
- Olleros (špansko: „lončarji“) ali Sáidìndé, Saitinde („peščeno ljudstvo“ ali „ljudstvo peščenih gora“),[10] tudi Hoyeros („ljudstvo gozdnatih gorskih dolin“), tudi Northern Jicarilla („severni Jicarilla“):

so živeli v Skalnem gorovju večinoma zahodno od Rio Grande v Novi Mehiki in Koloradu poiskali zatočišče pri stalno naseljenih ljudstvih Pueblo Taos in Picuris (in kasneje Špancih) ter od njih prevzeli lončarstvo in poljedelstvo, imeli so pomembne nasade ob Arkansas reki, njegovih pritokih Rio Chama, Canadian reki in ob zgornjem toku reke San Juan River so se kmalu delno naselili v vaseh tipa pueblo v dolini Taos in dolini reke Chama – kot je Ranchos de Taos blizu Sangre de Cristo Range so bili najdeni južno do območja okoli Santa Fe (Nova Mehika), tako da so lahko – poleg lova – dopolnjevali svoje preživetje s prodajo glinenih in pletenih izdelkov ter kmetijskih pridelkov – nekateri Olleros pa so ostali polnomadi in so se umaknili globlje v gore – npr. v San Juan Mountains; najbližji zavezniki so bili Kahpota (Capote) Band južnih Utejev ter ljudstva Pueblo iz Ohkay Owingeh (San Juan) in iz Santa Clara (6 lokalnih skupin)
James Mooney je (1897) lahko identificiral še dve lokalni skupini:
Dachizhozhin ali Nachizhozihn („uporniki“, „odpadniki“) (na območju San Juan Mountains, Tusas Range, v dolini Chama ter na območju današnje rezervacije Jicarilla) in
Saitinde (območje okoli današnje Española v Rio Arriba okroju ob Rio Grande, Rio Chama in Rio Santa Cruz v gorovju Jemez in |gorovju Sangre De Cristo na severu Nove Mehike)
- Llañeros (špansko: „prebivalci ravnic“) ali Gùgàhén, Gulgahén, Guhlkainde, Kolkhahin („ljudstvo na ravnicah“), tudi Eastern Jicarilla („vzhodni Jicarilla“)

so še naprej živeli kot nomadi vzhodno od Rio Grande na južnih ravnicah od današnjega Trinidad (Kolorado) ob reki Purgatoire na jugovzhodu Kolorada južno do Las Vegasa ob reki Gallinas na severovzhodu Nove Mehike – kjer so se začela plemenska ozemlja Mescalero Apačev, so se za lov na bizone potepali vzhodno do Teksas Panhandla in Oklahoma Panhandla ob zgornjem toku rek Canadian in Cimarron v tipijih (imenovanih kozhan), pozimi so živeli v gorah med reko Canadian in Rio Grande, taborili in trgovali blizu Picuris Pueblo, Pecos Pueblo in Taos Pueblo; najbližji zavezniki so bili Mahgrahch (Muache) Band južnih Utejev ali Taos-Ute ter ljudstva Pueblo iz Taos in Picuris. (8 lokalnih skupin)
James Mooney je (1897) lahko identificiral še tri lokalne skupine:
Apatsiltizhihi („Črni Apači“) (območje okoli današnje More v Novi Mehiki v okrožju Mora na severovzhodu Nove Mehike),
Golkahin (ob reki Canadian in vzhodno od Manzana v okrožju Torrance do bazena Galisteo na severovzhodu Nove Mehike, okrožje reke Canadian in Manzano) in
Ketsilind („Ljudje iz ruševin Rio Chiquito“, južno od Taosa) (območje okoli parka Ute in Cimarrona ter Ocate in vrha Ocate v okrožju Colfax, okrožje reke Cimarron)
Skupaj z Južnimi Uti in tako imenovanimi Osmimi severnimi indijanskimi Puebli (Nambé, Ohkay Owingeh (San Juan), Picuris, Pojoaque, San Ildefonso, Santa Clara, Taos in Tesuque) ter Španci so se Olleros in Llañeros borili proti plemenom Južnih ravnic, ki so jih imenovali Inda („sovražniki“) – sovražnimi Komanči, Kiowami, Kiowa Apači, Južnim Arapahi in Južnimi Šajeni.

## Sociopolitična organizacija
Kot večina Apačev, Jicarilla Apači niso bili centralno organizirani in niso poznali centralne avtoritete, kot je poglavarstvo nad celotnim plemenom ali za dve skupini.
Najmanjša organizacijska enota je bila ožja družina, ki je prebivala v wickiupu ali tipiju (imenovanem kowa), ki je skupaj z drugimi večinoma sorodnimi kowami (ožjimi družinami) tvorila matrilokalno in matrilinearno razširjeno družino (imenovano Gotah, angl.: Extended family). Te razširjene družine so sestavljale stari starši, starši, neporočeni sinovi, poročene hčere ter njihovi možje in otroci; posamezne kowe ožjih družin posamezne Gotah so se večinoma osredotočale na enem mestu. V naselju (špan.: ranchería) je lahko živelo več ali samo ena velika močna Gotah.
Ker so bile družine organizirane tako matrilokalno kot matrilinearno, je moral bodoči mož zapustiti svojo družino in se preseliti k družini svoje žene. Poleg tega se je od njega pričakovalo, da bo skrbel za celotno Gotah svoje žene. Ker so otroci iz te zveze po dednem pravu in socialno pripadali družini (liniji) žene, je imel stric po materini strani posebno močno besedo in odgovornost pri vzgoji otrok. Če je njegova žena umrla, se je od vdovca pričakovalo, da se bo poročil z neporočeno ali že ovdovelo sestro svoje žene (sororat); tako je bil še naprej vezan na družino kot delovna sila in zaščitnik. Če pa bi zakon propadel (kar ni bilo tako redko in se je lahko zgodilo z obeh strani), je moral moški zapustiti ženo in njeno Gotah ter se pridružiti drugi skupini – otroci pa so ostali pri družini njegove nekdanje žene.
Več večinoma sorodnih Gotah (razširjenih družin) je nato tvorilo lokalne skupine (angl. local groups ali local bands), ki so si skupaj lastile lovna in nabiralna območja. Zlasti poleti (za organizacijo lova in nabiranje divjih sadežev, divjih rastlin in korenin), jeseni (za predelavo in konzerviranje uplenjene divjačine ter nabranih jagod in rastlin) in pozimi (za medsebojno zaščito ter zaradi kulturnih/verskih obredov) so se posamezne lokalne skupine zbirale. Lokalne skupine – včasih tudi posamezne velike Gotah – so (večinoma spomladi in pozno jeseni) izvajale tudi roparske pohode ali tako imenovane raids (v apaščini imenovane 'to search out enemy property') proti sovražnim plemenom, Špancem, Mehičanom in Američanom. Te akcije so običajno vključevale med 10 in 30 bojevnikov pod vodstvom uglednega bojevnika, ki ni nujno moral biti poglavar; večinoma je vodja roparskega ali vojnega pohoda po mnenju Apačev imel posebne duhovne moči in sposobnosti, ki so ga za to usposabljale. Če je bil vodja imenovan le na podlagi svojega značaja, vojaških izkušenj, daljnovidnosti in avtoritete ter ni imel posebne moči, se mu je običajno pridružil šaman. Mnogi slavni apaški vodje so bili zato tudi šamani (glej Geronimo) ali so imeli posebne moči ali vpliv (glej Nana (poglavar)).
Najvišjo organizacijsko in politično enoto sta nazadnje predstavljali dve geografsko-kulturni skupini (bands) – Olleros in Llañeros, ki sta vsaka sestavljali iz več lokalnih skupin. Če je bil načrtovan velik vojni pohod ali pomembno obredno srečanje ali slovesnost, so se zbrale vse lokalne skupine posameznih skupin (bands). Maščevalni in vojni pohodi (v apaščini imenovani 'to take death from an enemy'), da bi se maščevali za pretrpeli sovražni napad ali da bi maščevali bojevnike, ubite med roparskim pohodom, so pogosto lahko vključevali med 100 in 200 bojevnikov; te so običajno izvajale ena ali več lokalnih skupin (redko celotna skupina). Za razliko od roparskih pohodov je bil tukaj cilj ubiti ali ugrabiti čim več sovražnikov; vojne pohode so poleg tega večinoma vodili poglavarji ali šamani.

## Zgodovina in način življenja

### Način življenja
Bolj kot drugi Apači so bili Jicarilla zaznamovani tako s kulturo Pueblo kot tudi s kulturo prerijskih Indijancev.
Pri tem so Ollerosi od Pueblov prevzeli ustaljen, na poljedelstvu temelječ način življenja ter lončarstvo in številne druge umetniške spretnosti. Ollerosi so na svojih poljih, včasih z namakalnimi sistemi, gojili različne plodove, kot so buče, melona, fižol, grah, tobak, koruza in kasneje, s posredovanjem Špancev, pšenica. Najpomembnejša rastlina, koruza, je bila nanizana na vrvice, posušena in zakopana v shrambah, da bi služila kot hrana za zimo in za novo setev spomladi. Največja polja so se razprostirala vzdolž zgornjega toka reke Arkansas. Jeffrey D. Carlisle: Spanish Relations with the Apache Nations east of the Rio Grande. University of North Texas, maj 2001, OCLC 50632116, str. 24. Kot drugi Apači so tudi Ollerosi nosili lase, zvezane nazaj s krpo (bandera) in dolge do ramen. Na vojnih pohodih so pogosto nosili tudi majhno, z vezeninami okrašeno usnjeno kapo z orlovimi ali puranjimi peresi (podobno vojnim kapam [Zahodni Apači|Zahodnih Apačev]] in Chiricahua Apačev).
Llañeros pa so prevzeli številne kulturne vidike indijancev s prerij, kot so osebno individualno iskanje vizije, vojni in zmagovalni ples, tipi (vendar le v lovski sezoni) nosili so gamaše in vojno pokrivalo, običajno na prerijah (čeprav to nikakor ni bilo tako razkošno kot tisto pri Lakotah ali Šajenih). Obe skupini sta nosili nizke mokasine, značilne za prerije.
Obe skupini Jicarilla sta se redno srečevali, da bi si izmenjevali blago in izvajali skupne roparske in vojne pohode. Olleros so dobavljali poljščine in lončarske izdelke, Llañeros pa antilopino in bizonsko meso ter kože. Pri vojaških podvigih so pogosto prevzeli vodstvo "divji sorodniki", Llañeros, saj so bili izkušeni v nenehnih bojih za premoč na prerijah, ki so jih Komanči imeli za svoja lovišča. V obeh skupinah je bila običajna bivališča wickiup, kupolasta koča, prekrita z lubjem, slamo ali (v hladnem vremenu) kožami.

### Zgodovina
Polnomadske skupine Jicarilla na Velikih prerijah, ki so bile zaradi sezonskega kmetovanja dlje časa vezane na eno mesto, so bile zato lažje najdljive in bolj nezaščitene pred morebitnimi sovražniki. Z uvedbo konja so različne skupine Jicarilla, Mescalero in Lipan znatno razširile Apacherijo proti vzhodu in jugu, njihovi vojni in roparski pohodi proti ustaljenim prerijskim plemenom Wichita, Pawnee, Caddo, Jumano in drugim plemenom pa so jih naredili za sovražnike skoraj vseh plemen južnih prerij. Kmalu so vzhodni Apači nadzorovali lov, trgovino in trgovino s sužnji na prerijah. Ko pa so v 18. stoletju jahači Komanči v zavezništvu z Uti iz Kolorada v hitrih roparskih napadih na Apače, vezane na svoja polja, nenehno uničevali posamezne rančerije Apačev (ali kradli njihove črede konj), jih mobilni Komanči in Uti niso mogli dovolj hitro zasledovati ali najti v prostranstvih prerij. Kot mnoga plemena na jugozahodu so bile različne skupine Apačev vzdržljivi, hitri tekači ter izjemno nezahtevni, trdi in potrpežljivi bojevniki, vendar se nikoli niso razvili v izjemne jahače, saj jim je konj v stiski služil tudi kot hrana (razvili so celo posebno naklonjenost do konjskega mesa). Komanči pa so postali najboljši konjeniški bojevniki celotnih prerij in najbolj prebrisani tatovi konj. Kmalu so imele komanške skupine na stotine konj v svojih taboriščih in celo uspehe pri vzreji, kar Apačem nikoli ni uspelo. Poleg tega so se Komanči zelo hitro postavili za zaščitno silo plemen, ki so jih Apači napadali in ropali in tako niso imeli le hitrosti, temveč tudi večje število bojevnikov na svoji strani. Zaradi španske prepovedi dajanja orožja Indijancem Apači niso imeli neposrednega dostopa do orožja, razen z ropom ali nezakonito trgovino s teksaškimi obalnimi plemeni. Komanči pa so dobivali orožje in druge koristne dobrine prek Caddo in Wichita ter Pawnee, ki so imeli neposreden dostop do trgovskih postojank Francozov v Louisiani. Okoli leta 1710 so se morale prve skupine Jicarilla iz Nebraske in Kansasa umakniti južno od reke Arkansas. Okoli leta 1740 so večina Jicarilla in Mescalero zapustili južne prerije in poiskali zatočišče v gorah Nove Mehike in Kolorada. Vzhodna skupina, Llanero so ohranili nomadski način življenja in še naprej tavali po ravnicah vzhodne Nove Mehike, Kolorada in severozahodnega Teksasa ter tam lovili bizone. Vzhodna Apačerija je zdaj skoraj v celoti postala Komančerija.
Leta 1773 so Španci ustanovili misijo pri Taosu, da bi pokristjanili Jicarille. Kmalu so opustili ta prizadevanja, saj so Indijanci zavračali ustaljeno življenje pod španskimi zakoni.
Ko so Španci leta 1785 in 1786 v San Antoniu in Santa Feju sklenili zavezništvo z zahodnimi in vzhodnimi Komanči (vključno z Uti, Dinéji, Wichitami, Puebli, Coahuilteci) proti vsem Apačem, ki je bilo še posebej usmerjeno proti ofenzivno močnim in roparskim vzhodnim Apačem, so se Jicarille bile prisiljene pridružiti temu zavezništvu, da ne bi bile uničene. Jicarille so v prihodnjih letih pogosto služile Špancem kot izvidniki in bojevniki v njihovih bojih proti vzhodnim Komančem ter sorodnim Mescalerom, Lipanom ter zahodnim Apačem in Chiricahuam.
Proti skupnemu sovražniku, vzhodnim Komančem in Kiowam, so se Ollero pogosto povezovali s Pueblo Indijanci, Španci in Mehičani, Llañero pa z Uti, ki so bili od sredine 18. stoletja zagrizeni sovražniki Komančev. Poleg tega so Jicarille ropale in plenile hacijende, ranče in vasi Špancev in Mehičanov v Novi Mehiki in severni Mehiki ter Indios Mansos (špansko: "ukročeni Indijanci") v misijonih in na podeželju. Med njihove sovražnike so spadali tudi Šajeni, Arapaho, Wichita, Pawnee, Osage, Caddo, Diné in celo Kiowa Apači, Mescalero in Lipan, ki so spadali med Apače.
Jicarille so bile v takratnih poročilih opisane kot "najbolj nekoristni", "najbolj kruti" in "najbolj roparski" Indijanci v Novi Mehiki. Pogum in ponos so jim odrekali, veljali so za "strahopetce" in "zvijačne", saj se niso, kot Komanči in druga plemena ravnic, odkrito spopadali.
Raje so, kot njihovi apaški sorodniki, napadali sovražnike iz zasede in se takoj razkropili v majhne skupine, če so naleteli na odprt odpor in niso bili v prednosti. To ni imelo nič skupnega s strahopetnostjo, temveč z zavedanjem, da mrtvega bojevnika ni bilo tako enostavno nadomestiti in da zato "slavna smrt" plemenu ni koristila. Prestiž si jicarillski bojevnik ni pridobil z ubijanjem sovražnika, temveč z spretnostjo in prekanjenostjo, s katero mu je uspelo oskrbeti svojo družino in sorodnike z ukradeno hrano, orožjem, oblačili in konji. Tudi skalpiranje je bilo Jicarillam tuje.
Leta 1851 jih je premagala ameriška vojska pod vodstvom Kita Carsona in jih odpeljala v rezervat, vendar so ga zaradi težav z oskrbo kmalu zapustili. Ker so bili oropani svojih življenjskih virov z uničenjem svojih polj in čred bizonov, so prevzeli življenjske navade drugih apaških plemen in živeli le še od ropanja in plenjenja.
Zvezna vlada Združenih držav je leta 1853 poskušala preseliti več sto Jicarill v rezervat ob reki Rio Puerco. Tudi ta poskus ni uspel in Indijanci so nadaljevali z napadi na ameriške naselbine. Po ponovnem porazu so Jicarille 30. julija 1853 sklenile mirovno pogodbo, ki ni bila nikoli prekršena. Med letoma 1853 in 1883 so se Jicarille morale preseliti kar osemkrat, preden je vlada končno našla prostor zanje in jih leta 1887 naselila v rezervatu na severu Nove Mehike.

## Kultura, religija in življenje
Od prvotne kulture je ostalo le malo, razen jezika (tega govori manj kot polovica Jicarill, večinoma starejši) in družbene organizacije. Edini ohranjeni obredi so tako imenovani Medvedji ples (zdravilni obred, ki ima nekaj podobnosti z 'Ute Medvedjim plesom'), obredi prehoda za dečke v moškost, pubertetni ritual 'KEESDA' (večinoma 'ples sončnega vzhoda') za dekleta po njihovi prvi menstruaciji, ki je danes osrednji del obrednega življenja vseh Apačev. Poleg tega, kot že stoletja, vsako leto sredi septembra potekajo tridnevne obredne dirke med Ollero in Llanero med 'Gojiiya' ('GO-JII-YA', nekakšen praznik žetve). V plemenski mitologiji Jicarilla so Ollero ('Beli klan') povezani z luno in rastlinami, Llañero ('Rdeči klan') pa s soncem in živalmi. Zato dirka med obema skupinama simbolizira dirko dveh nebesnih teles, lune in sonca, ter s tem simboliziranih živil – živali (kot vir mesa) in rastlin (kot vir žita, jagodičja, korenin).
Pred časom so bili poskusi ponovne uvedbe starih obrtnih tehnik. Tako se danes ponovno izdelujejo usnjena oblačila, perlice in omejeno število posebej pletenih košar (angl.: Coiled Baskets).
Ekonomsko so Jicarilla v boljšem položaju kot večina drugih jugozahodnih plemen. Znaten dohodek se ustvarja z oddajanjem rudarskih pravic in prodajo lesa. Tudi turizem z izdajanjem lovskih in ribolovnih licenc postaja vse pomembnejši gospodarski dejavnik. Denar se vlaga v plemenska podjetja in v izobraževanje, da bi mladim članom plemena zagotovili delovna mesta.
Živinoreja in najemniško delo sta najpomembnejša zasebna vira dohodka. Jicarilla gojijo tudi ovce, dejavnost, za katero se najemajo Diné (Navajo) Indijanci, ker prinaša malo prestiža. Sodobno plemensko organizacijo vodi izvoljeni predsednik.

## Demografija
Po španskih poročilih naj bi bilo pred njihovim uničujočim porazom s strani Komančev leta 1724 približno 10.000 Jicarill. Število oseb je verjetno pretiravanje s strani Špancev, ki sami niso mogli razumeti, da so se Jicarilla, ki so se jih tako zelo bali in so bili ponosni, ter druge skupine Apačev, panično umaknile iz severnih in vzhodnih delov Apacherije proti zahodu in jugu. V resnici je Jicarilla morda štela med 2.500 in 3.500 (največ 5.000) oseb, pri čemer je treba upoštevati, da je bilo od tega 25 odstotkov moških, ostalo pa žensk (35 odstotkov) in otrok (40 odstotkov). Celotne skupine v ravnicah Kansasa, Nebraske in Teksasa so bile iztrebljene, preživeli pa so bili še dodatno zdesetkani zaradi bolezni, ki so jih prinesli Španci in zaradi lakote.
V začetku 19. stoletja je bilo le še približno 1.800 Jicarill z okoli 450 bojevniki. Okoli leta 1840 so Jicarilla, ki so bili poleg tega izčrpani zaradi nenehnih vojn, ocenjevali le še na 800 do 1.200 članov plemena in približno 200 do 300 bojevnikov. Od danes 25.000 Apačev po vsej državi se jih približno 3.400 šteje za Jicarilla.

## Pomembne osebe
- Francisco Chacon (poglavar Jicarilla), poglavar iz 19. stoletja, vodja upora Jicarilla leta 1854
- Flechas Rayadas, poglavar iz 19. stoletja, vpleten v upor Jicarilla leta 1854
- Lobo Blanco, poglavar iz 19. stoletja, ubit leta 1854
- Viola Cordova (rojena 1937), filozofinja
- Tammie Allen (rojena 1964), lončarka